# Ubisoft Romania
Ubisoft Romania (früher: Ubisoft Bukarest) ist ein rumänisches Entwicklerstudio des französischen Spielepublishers Ubisoft mit Sitz in Bukarest. Es wurde 1992 gegründet und entwickelte einige Titel der Silent-Hunter-Reihe sowie die HAWX-Reihe. Ferner wirkte es unter anderem an den Titeln Watch Dogs, Far Cry 3 und Assassin’s Creed III mit.

## Geschichte
Ubisoft Romania wurde 1992 gegründet. Es war das erste Ubisoft-Studio außerhalb von Frankreich und bestand zunächst aus einem sechsköpfigen Team. Bis 2016 stieg die Mitarbeiterzahl auf 886. 2008 wurde in Rumänien ein zweites Ubisoft-Studio in Craiova eröffnet.

## Spiele
| Titel                                     | Jahr | Plattform                                              |
| ----------------------------------------- | ---- | ------------------------------------------------------ |
| POD: Speedzone                            | 2000 | Dreamcast                                              |
| Chessmaster 10th Edition                  | 2003 | Windows                                                |
| Silent Hunter III                         | 2005 | Windows                                                |
| Blazing Angels: Squadrons of WWII         | 2006 | Windows, PlayStation 3, Wii, Xbox, Xbox 360            |
| Blazing Angels 2: Secret Missions of WWII | 2007 | Windows, PlayStation 3, Xbox 360                       |
| Silent Hunter 4: Wolves of the Pacific    | 2007 | Windows                                                |
| Tom Clancy’s H.A.W.X                      | 2009 | Windows, PlayStation 3, Xbox 360                       |
| Silent Hunter 5: Battle of the Atlantic   | 2010 | Windows                                                |
| Tom Clancy’s H.A.W.X 2                    | 2009 | Windows, PlayStation 3, Xbox 360, Wii                  |
| Tom Clancy’s Ghost Recon: Future Soldier  | 2012 | Windows, PlayStation 3, Xbox 360                       |
| Just Dance 4                              | 2012 | PlayStation 3, Windows, Xbox 360, Wii U, Wii           |
| Assassin’s Creed III                      | 2012 | PlayStation 3, Windows, Xbox 360, Wii U                |
| Far Cry 3                                 | 2012 | PlayStation 3, Windows, Xbox 360                       |
| Watch Dogs                                | 2014 | PlayStation 3, PlayStation 4, Windows, Xbox 360, Wii U |
| Assassin’s Creed Rogue                    | 2014 | PlayStation 3, Windows, Xbox 360                       |